# Trzy Siostry (Sudety)

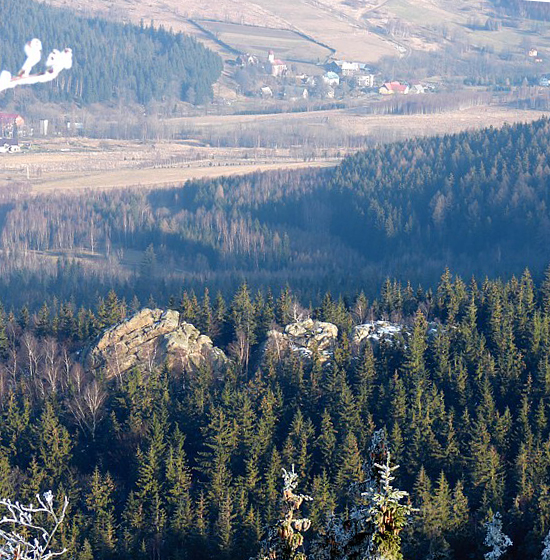
Widok na "Trzy Siostry" ze szczytu Łyśca. W dali widoczny Nowy Gierałtów

Trzy Siostry (dawniej niem. Grenzfelsen) – grupa skał położona na wysokości ok. 800–825 m n.p.m., w Górach Bialskich, w Sudetach Wschodnich, na północnym stoku Łyśca, w pobliżu wsi Stary Gierałtów, utworzona z gnejsów gierałtowskich i porośnięta lasem świerkowym regla dolnego. Składa się z 4 skał (Braciszek, I, II i III Siostra) o wysokości około 10-20 metrów, na których wytyczono 29 tras wspinaczkowych (stan na 2018 r.) o trudności od II do VI.2+/3, lub od M5+ do M6+. Dojście do Trzech Sióstr możliwe jest niebieskim szlakiem turystycznym ze Starego Gierałtowa, długość trasy wynosi 2,5 km, a przewidywany czas przejścia 30-40 min.